# بازی الهی آغاز می‌شود
بازی الهی آغاز می‌شود (به تامیلی: Thiruvilaiyaadal Aarambam) فیلمی محصول سال ۲۰۰۶ و به کارگردانی بوپاتی پاندیان است. در این فیلم بازیگرانی همچون دنوش، شریا سارن، پراکاش راج، کاروناس و سارانیا پونوانان ایفای نقش کرده‌اند.